# 顧頤
顧頤（1566年—1618年），號寰清，山東青州府博兴县軍籍。明朝政治人物。

## 生平
萬曆十六年（1588年），顾颐中式戊子科山東鄉試第六十名舉人，萬曆二十六年（1598年）成戊戌科进士，刑部觀政，授磁州知州。萬曆三十一年（1603年）升任南京兵部車駕司员外郎，三十二年升武选司郎中，三十四年出为江西廣信府知府，三十五年丁母憂，三十八年起補河南府知府，四十年六月升任陕西按察司潼关副使，本年改山西河东道副使，四十三年升参政，旋即调任辽东，分守辽海东宁兵备道右参政，驻辽阳。萬曆四十六年（1618年），抚顺守将游击李永芳投降后金，后金袭击抚顺，包围辽阳，顾颐率兵出击，兵败被围，顾颐题十六字于壁曰：边疆失守，臣子何颜，无力报国，甘心九泉。而后自缢而死。天啓三年（1623年）赠太僕寺少卿。

## 家族
曾祖顾言，義官。祖父顾存仁，號樂山。父顾连璧，万历二年甲戌進士。母宋氏，封太宜人。

## 延伸阅读
[在维基数据编辑]
 《明史卷二百九十一》，出自《明史》